# Rezidenca Belveder
Belveder (poljsko: [bɛlˈvɛdɛr]; iz italijanske besede belvedere, »lep razgled«) je neoklasicistična palača v Varšavi na Poljskem. Zgrajena leta 1660 in prenovljena v začetku 19. stoletja, je ena od več uradnih rezidenc poljskih predsednikov, pa tudi državna gostišča za obiske voditeljev držav. Kompleks je južno od središča Varšave, v bližini zgodovinskega parka Palače na otoku (Łazienki).

## Zgodovina
Sedanja stavba je najnovejša od več, ki so stale na tem mestu od leta 1660. Belveder je nekoč pripadal zadnjemu poljskemu kralju Stanislavu Avgustu, ki ga je uporabljal kot tovarno za proizvodnjo porcelana. Od leta 1818 je bil rezidenca velikega vojvode Konstantina Pavloviča, ki je de facto deloval kot podkralj v Kongresnem kraljestvu Poljske. Iz Belvederja je pobegnil na začetku vstaje novembra 1830.
Po ponovni vzpostavitvi poljske neodvisnosti po prvi svetovni vojni leta 1918 je Belveder služil kot rezidenca maršala Jozefa Piłsudskega, državnega poglavarja (1918–22) in kasneje (1926–35) ministra za vojaške zadeve Poljske. Občasno je bil tudi rezidenca predsednika Stanisława Wojciechowskega. Po državnem udaru maja 1926 je lastništvo kompleksa prešlo z Wojciechowskega na Piłsudskega, ki je tam umrl leta 1935.
Med drugo svetovno vojno je bila stavba obsežno prenovljena za Hansa Franka, guvernerja nacistično okupirane Poljske in tako imenovanega generalnega guvernerja. Ostaja ena redkih originalnih struktur v Varšavi, ki je preživela vojno.
V letih 1945–1952 je bila rezidenca Bolesława Bieruta in kasneje predsednika državnega sveta. Od leta 1989 do julija 1994 je bila uradna rezidenca poljskih predsednikov (Wojciecha Jaruzelskega in Lecha Wałęse), vendar se je izkazala za premajhno za ta namen. Kasneje jo je predsednik Bronisław Komorowski uporabljal kot svojo zasebno rezidenco.
Belveder običajno uporabljata predsednik in vlada za slovesne namene, medtem ko predsednik prebiva v 'predsedniški palači' v središču mesta. Služi tudi kot uradna rezidenca za voditelje držav na uradnih obiskih Poljske in druge pomembne goste. Obstajajo načrti, da bi palačo Belveder preuredili v muzej, posvečen Józefu Piłsudskemu. Trenutno je v njej na ogled majhna razstava, posvečena maršalu.

## V popularni kulturi
Vodka Belvedere, ki je v lasti LVMH, je poimenovana po palači, slika stavbe pa je na etiketi steklenice.

## Galerija
- Vrtna fasada palače
- Łazienki Park leta 1775, delo Bernardo Bellotto
- Vdor v palačo Belweder med novembrsko vstajo
- Kip Józefa Piłsudskega pred palačo Belweder, rezidenco Piłsudskega